# Marree Man

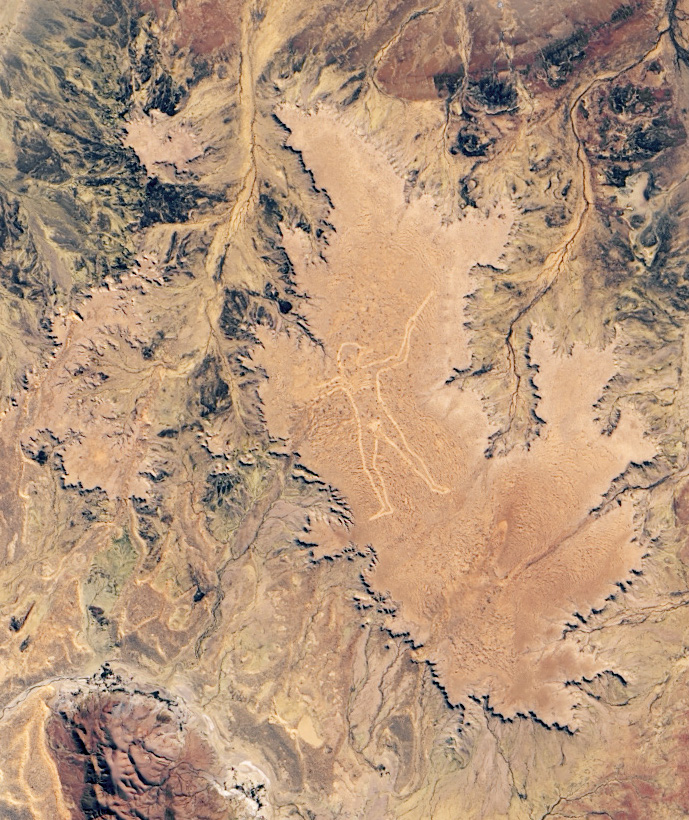
The Marree Man ve střední Austrálii

Marree Man nebo též Stuartův obr (po Johnovi McDouall Stuartovi), jak byl pojmenován v anonymní tiskové zprávě, je geoglyf objevený při letu 26. června 1998. Geoglyf zobrazuje domorodého australského muže, nejpravděpodobněji z kmene Pitjantjatjara, lovícího ptáky, nebo Wallabiho se zvláštním druhem
bumerangu. Nalézá se na náhorní plošině, 60 km západně od města Marree ve střední Austrálii. Nachází se v blízkosti zakázané oblasti Woomera. Postava je 4,2 km vysoká. Je to největší známý geoglyf na světě.

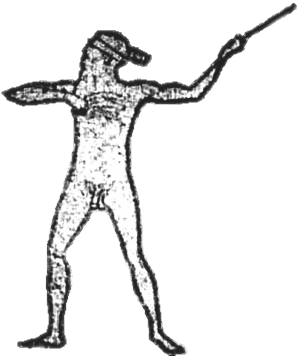
Nákres postavy